# 佐藤超函数
数学における佐藤超函数（さとうちょうかんすう、hyperfunction）は、函数の一般化で、ある正則函数ともう一つの正則函数との境界上での「差」:
{\displaystyle f(x)=F(x+\mathrm {i} 0)-F(x-\mathrm {i} 0)}

として表される（正則関数{\displaystyle F(z)}は{\displaystyle f(x)}の定義関数といい、{\displaystyle f(x)=[F(z)]}と記す）。また、略式的には無限位数の極を持つシュワルツ超函数と見なすこともできる。佐藤超函数はグロタンディークらの先駆的な仕事の上に1959年に佐藤幹夫によって導入された。誤解のおそれの無い場合、省略して単に超函数と呼ぶことがある。

## 定式化
実数直線 R 上の佐藤超函数は、上半平面上のある正則函数と下半平面上の別の正則函数との「差」であると考えられる。従って、佐藤超函数を上半平面上の正則函数 f と下半平面上の正則函数 g との対 (f, g) として定義することができる。
厳密ではないが、実数直線そのものの上では佐藤超函数はちょうど正則函数の差 f − g になっているはずである。この差は同じ正則函数を f, g の双方に同時に加えても変化しない。そこでガウス平面 C の全域で正則な函数 h に対して、佐藤超函数 (f, g) と (f + h, g + h) とは同値な佐藤超函数であると定める。

### 一変数佐藤超函数の定義
前節で述べたような目的は具体的には層係数コホモロジーを考えることで実現することができる。C 上の正則函数全体の成す層を {\displaystyle {\mathcal {O}}} とするとき、実数直線上の佐藤超函数の全体を一次の局所コホモロジー群
{\displaystyle {\mathcal {B}}(\mathbb {R} )=H_{\mathbb {R} }^{1}(\mathbb {C} ,{\mathcal {O}}),}
で定義する。これは実際、C+ および C− をそれぞれ上半平面および下半平面とすると、
{\displaystyle \mathbb {C} ^{+}\cup \mathbb {C} ^{-}=\mathbb {C} \setminus \mathbb {R} }
ゆえ
{\displaystyle H_{\mathbb {R} }^{1}(\mathbb {C} ,{\mathcal {O}})=[H^{0}(\mathbb {C} ^{+},{\mathcal {O}})\oplus H^{0}(\mathbb {C} ^{-},{\mathcal {O}})]/H^{0}(\mathbb {C} ,{\mathcal {O}})}
と書き直すことができるが、任意の層について零次コホモロジー群は単にその層の大域切断の全体であるから、この定義によって与えられる佐藤超函数が、ガウス平面全域で正則な函数を加える違いを除いて、上半平面および下半平面それぞれのうえの正則函数のひと組として得られていることが確認できる。

## 例
- f がガウス平面全域で正則な函数ならば、f の実軸上への制限はその表現が (f, 0) あるいは (0, −f) で与えられる佐藤超函数である。
- ディラックのデルタ「函数」は{\displaystyle \left(-{\frac {1}{2\pi iz}},-{\frac {1}{2\pi iz}}\right)}で与えられる[3][4]。これはコーシーの積分公式の言い換えである。
- g が有界区間 I に含まれる台を持つ実数直線上の連続函数（あるいはもっと一般にシュワルツ超函数）ならば、g は佐藤超函数 (f, −f) に対応する。ここでいう f は区間 I の補集合上で定義される正則函数で{\displaystyle f(z)={1 \over 2\pi i}\int _{x\in I}g(x){dx \over z-x}}で与えられるものである。この f は実軸上を点 x を通って横切るとき、g(x) だけ値が跳ぶ函数になっている。f に対するこの公式は g を g 自身とディラックデルタとの畳み込みと見ることにより、一つ前の例から従う。
- f が z = 0 を真性特異点にもつ以外は至る所正則な函数（たとえば e1/z）とすると (f, −f) は {0} を台に持つ、シュワルツ超函数ではない佐藤超函数である。f が z = 0 に有限位数の極を持つならば (f, −f) はシュワルツ超函数となるから、f が真性特異点を持つ場合の (f, −f) は z = 0 に「無限位数の極を持つシュワルツ超函数」であるかのようにも見える（シュワルツ超函数は常に各点で有限位数を持つことに注意）。

## 数値解析との関係
佐藤超函数を使って高精度な数値積分ができる他、ガウス求積を導出できることが示されている。また、森正武は数値解析と佐藤超函数の関係について次のように述べている。
補間, 数値微分, 数値積分, フーリエ解析のような数値解析の基礎的な問題を超函数論の立場から眺めてみると, 統一的な取り扱いが可能になる上に, 誤差評価などにおいて実用上有効な方法を得ることができる.

### 英文
- Hörmander, Lars (2003), The analysis of linear partial differential operators, Volume I: Distribution theory and Fourier analysis, Berlin: Springer-Verlag, ISBN 3-540-00662-1.
- Sato, Mikio (1959), “Theory of Hyperfunctions, I”, 東京大學理學部紀要. 第1類, 數學, 天文學, 物理學, 化學 8 (1):  139–193
- Sato, Mikio (1960), “Theory of Hyperfunctions, II”, 東京大學理學部紀要. 第1類, 數學, 天文學, 物理學, 化學 8 (2):  387–437
- Imai, I. Applied Hyperfunction Theory. Amsterdam, Netherlands: Kluwer, 1992.
- Morimoto, M. (1993). An introduction to Sato's hyperfunctions. en:American Mathematical Society.
- Generalized Functions, Volume 1: Properties and Operations, I. M. Gelfand, G. E. Shilov.
- Gelfand, I. M., & Šilov, G. E. (1968). Generalized functions. Vol. 2, Spaces of fundamental and generalized functions. en:Academic Press.
- Gelfand, I. M., & Shilov, G. E. (1967). Generalized functions. Vol. 3: Theory of differential equations. New York: en:Academic Press.
- Gelfand, I. M., & Shilov, G. E. (1964). Generalized functions, Vol. 4: applications of harmonic analysis. en:Academic Press.
- Gelfand, I. M., Graev, M. I., & Vilenkin, N. I. (1966). Generalized Functions-Volume 5. Integral Geometry and Representation Theory. en:Academic Press.

### 和文
- 小松彦三郎, 矢野環「佐藤超函数論入門 (佐藤超函数論入門)」『数理解析研究所講究録』第188巻、京都大学数理解析研究所、1973年10月、1-157頁、CRID 1050282677088665728、hdl:2433/107215、ISSN 1880-2818。「まえがき・目次等を追加158ページ以降を削除(2023-02-06).」
- 金子晃『超函数入門』（新版）東京大学出版会、1996年。ISBN 4130613006。国立国会図書館書誌ID:000002541621。
- 岡本清郷『フーリエ解析の展望』朝倉書店〈すうがくぶっくす〉、1997年。ISBN 4254114931。国立国会図書館書誌ID:000002649520。
- 森本光生『復刊佐藤超函数入門』共立出版、2000年。ISBN 4320016599。国立国会図書館書誌ID:000002922937。「1976年に『共立講座現代の数学』第20巻として発行したものを単行本として改装発行したもの」